# 馬艷冰
馬艷冰（英語：Lena Ma Yanbing，1987年7月7日—），华裔加拿大人，籍貫山東濟南，1988年在中國山東濟南出生，1997年隨家人移民至加拿大多倫多，她目前是一位大學生，她是2004年多倫多華裔小姐冠軍，也是2009年加拿大世界小姐選舉冠軍。馬艷冰也是一位選美會的活躍分子，曾多次參加各大著名選美會並且屢創佳績，成為佳話。

## 學業
來自山東濟南的馬艷冰9歲隨父母移居加拿大多倫多並在此地長大，她於皇后大學畢業；主修生命科學(Life Science)、副修聲樂，因為從小善於表演人前，亦憑此在各選美會表現其技藝並屢創佳績。她早在中學時期，已跟隨一名台灣歌唱老師學習，並參加合唱團表演。

## 多次參加各大著名選美會
| 年份   | 選美會             | 地點           | 參選人數 | 名次   | 獎項 |
| 2004年 | 多倫多華裔小姐競選 | 加拿大多倫多   | 10人     | 冠軍   | - 友誼小姐 |
| 2005年 | 國際華裔小姐競選   | 香港           | 22人     | -      | - |
| 2008年 | 加拿大世界小姐選舉 | 加拿大多倫多   | 43人     | 第五名 | - 最上鏡小姐 - 企業家小姐                                                                                                  |
| 2009年 | 加拿大世界小姐選舉 | 加拿大多倫多   | 20人     | 冠軍   | - 最佳才藝獎 - 最佳晚裝演獎 - 最佳模特兒 - 最有意義美麗獎(Beauty With a Purpose Award) - 最佳應對獎 （页面存档备份，存于） |
| 2009年 | 世界小姐競選       | 南非約翰內斯堡 | 112人    | 第五名 | - 最佳才藝獎 （页面存档备份，存于）                                                                                        |

從多次參加各大選美會的經驗，馬艷冰創出多項驕人紀錄，分別為加拿大人和華人爭光:
- 她是第一位成為加拿大世界小姐選舉（英语：Miss World Canada）的華人。
- 她是第一位代表加拿大出賽世界小姐的華人。
- 她是近年代表加拿大出賽世界小姐成績最好的佳麗。

雖然經常踏足不同選美會的舞台，但馬艷冰從沒打算加入娛樂圈，她曾表示會繼續完成其碩士課程，理想是成為一個醫生和歌唱家。

## 其他獎項
- 2007年--加拿大時裝設計大獎賽--最佳女模特獎

## 外部連結
- 馬艷冰個人網站
- 2005年國際華裔小姐競選-馬艷冰參賽資料
- 加拿大新時代電視對馬艷冰的祝賀